# Leptocereus weingartianus
Leptocereus weingartianus är en kaktusväxtart som först beskrevs av E. Hartmann in Dams, och fick sitt nu gällande namn av Nathaniel Lord Britton och Joseph Nelson Rose. Leptocereus weingartianus ingår i släktet Leptocereus och familjen kaktusväxter. Inga underarter finns listade i Catalogue of Life.